# Clianthus maximus
Clianthus maximus là một cây họ Đậu thân gỗ bản địa của New Zealand (đảo Bắc).
Loài này chỉ còn 153 cây trong cuộc khảo sát năm 2005 (giảm từ 1000 cây năm 1996).